# Beat Sterchi
Beat Sterchi (* 12. Dezember 1949 in Bern) ist ein Schweizer Schriftsteller.

## Leben und Werk
Nach dem Besuch von Primar- und Sekundarschule machte Beat Sterchi eine Lehre als Metzger. 1970 wanderte er nach Kanada aus, wo er verschiedene Tätigkeiten ausübte und nebenher eine Abendschule absolvierte. Das anschliessende Studium der Anglistik an der University of British Columbia bei Vancouver  schloss er mit dem Grad eines Bachelors ab. 1975 ging er nach Honduras, wo er in der Hauptstadt Tegucigalpa bis 1977 als Englischlehrer arbeitete und erste Gedichte in englischer und deutscher Sprache veröffentlichte. Von 1977 bis 1982 studierte er an der McGill University in Montréal und arbeitete als Lehrer am dortigen Goethe-Institut.
Bekannt wurde Sterchi 1983 mit seinem Roman Blösch, für den er mehrfach ausgezeichnet wurde.
Von 1984 bis 1994 lebte Sterchi als freier Schriftsteller in einem spanischen Dorf in der Nähe von Valencia. Sein gegenwärtiger Wohnsitz ist Bern. Seit 2003 ist Sterchi Mitglied der Autorengruppe Bern ist überall.
Das Schweizerische Literaturarchiv der Schweizerischen Nationalbibliothek hat im Jahr 2008 das Archiv von Beat Sterchi erworben. Es umfasst insbesondere die Werkdokumentation zum Roman Blösch.

## Auszeichnungen
- 1983 Aspekte-Literaturpreis (zusammen mit Zsuzsanna Gahse)
- 1983 Weinpreis für Literatur
- 1984 Einzelwerkspreis der Schweizerischen Schillerstiftung für Blösch
- 1984 Buchpreis des Kantons Bern
- 1988 Förderpreis des Kulturkreises im Bundesverband der Deutschen Industrie
- 1996 Hörspielpreis der Stiftung Radio Basel für  Der Forschtinspäkter
- 2001 Literaturpreis der Stadt Bern
- 2003 Preis der Welti-Stiftung für das Drama für Nach Addis Abeba

## Werke
- Blösch. Zürich 1983.
  - als Hörbuch auf 2 CD; ungekürzt gelesen von Sebastian Mattmüller. Christoph Merian Verlag, Basel 2010, ISBN 978-3-85616-435-5.
- Skizzen aus einem spanischen Dorf. Göttingen 1985.
- Going to Santiago. Zürich 1995.
- Äm Gessler sy Huet. Teaterverlag Elgg, Belp 1997.
- Dr Forstinspäkter. Teaterverlag Elgg, Belp 1997.
- Nid lugg lah gwinnt. Teaterverlag Elgg, Belp 1997.
- Dr Sudu. Teaterverlag Elgg, Belp 1997.
- Vom Elend in den Chefetagen. Teaterverlag Elgg, Belp 1997.
- Ich bin nicht Melania Meiler. Teaterverlag Elgg, Belp 1998.
- Das Muttermal. Teaterverlag Elgg, Belp 1998.
- Auch sonntags etwas Kleines. Rotpunktverlag, Zürich 1999, ISBN 978-3-85869-181-1
- Das Matterhorn ist schön. Teaterverlag Elgg, Belp 2000.
- Nach Addis Abeba. Teaterverlag Elgg, Belp 2003.
- Anne Bäbi im Säli oder Gotthälf im Ochse. Teaterverlag Elgg, Belp 2004.
- Eiger, Mord und Jungfrau. Teaterverlag Elgg, Belp 2008.
- Ging Gang Gäng. Der Gesunde Menschenversand, Luzern 2010 (Edition spoken script), ISBN 978-3-90582-516-9.
- Mut zur Mündigkeit. Vom Lesen und Schreiben in der Schweiz (ergänzt von Pedro Lenz). Edition adhoc, Langenthal 2016, ISBN 978-3-9524630-0-0.[2]
- U no einisch. Der Gesunde Menschenversand, Luzern 2016 (Edition spoken script), ISBN 978-3-03853-020-6.
- Aber gibt es keins. Der Gesunde Menschenversand, Luzern 2018, ISBN 978-3-03853-072-5.[3]
- Capricho. Ein Sommer in meinem Garten. Diogenes, Zürich 2021, ISBN 978-3-257-07117-7.

### Herausgeberschaft
- Zur Feier des Tages. Muri bei Bern 1992.
- mit Cornelia Luchsinger: Ferdinand Hodler. Biographische Erinnerungen. Mit einer Biographie von Konrad Farner. Scheidegger & Spiess, 2004, ISBN 3-85881-156-4.